# Kościół św. Katarzyny Dziewicy i Męczennicy w Pawonkowie
Kościół świętej Katarzyny Dziewicy i Męczennicy – rzymskokatolicki kościół parafialny należący do parafii pod tym samym wezwaniem (dekanat Lubliniec diecezji gliwickiej).
Nową świątynia została wzniesiona na początku XIX wieku. Prace budowlane zostały rozpoczęte w 1808 roku, natomiast zakończone zostały w 1811 roku, w którym to roku świątynia została uroczyście poświęcona. Jej konsekracja odbyła się pięć lat później, w dniu 22 września 1816 roku. Świątynia została wyremontowana po raz ostatni w 1956 roku (razem z freskami na płaskim suficie).
Wybudowana na początku XIX wieku świątynia została wzniesiona na miejscu wcześniejszej, drewniano-murowanej świątyni, o której źródła historyczne wspominają już w 1305 roku. Murowany późnoklasycystyczny Kościół charakteryzuje się wysoką wieżą, która została dostawiona w późniejszym czasie. W centralnym miejscu świątyni znajduje się ołtarz główny, który jest ozdobiony obrazem patronki parafii – św. Katarzyny. Namalował go w 1806 roku przedstawiciel znanej niemieckiej rodziny malarzy i architektów – Karol Fryderyk Held. W kościele ciekawe są zdobiące płaski sufit freski, a także żeliwna ambona i drewniana, bogato zdobiona chrzcielnica, które pochodzą z okresu budowy świątyni. Niezwykle cennym zabytkiem jest również barokowy kielich powstały na początku XVII wieku, kupiony przez parafię w Pawonkowie w 1807 roku od nyskich jezuitów.